# Otto August Rühle von Lilienstern
Johann Jakob Otto August Rühle von Lilienstern (Berlino, 16 aprile 1780 – Salisburgo, 1º luglio 1847) è stato un generale e scrittore militare prussiano.

## Biografia
Nel 1795 era alfiere, con Heinrich von Kleist nel Reggimento Guardie, e da allora i due strinsero amicizia. Vivamente interessato alla teoria militare, entrò a far parte della 
Militärische Gesellschaft
A differenza di Kleist proseguì la carriera militare, e nel 1804 entrò nell'accademia militare diretta da Gerhard von Scharnhorst. Nella campagna del 1806 servì come ufficiale di Stato Maggiore nel corpo d'armata del principe di Hohenlohe. Dopo la pace di Tilsit passò al servizio del granducato di Weimar, e prese parte alla campagna d'Austria del 1809 come consigliere del principe Karl Bernhard.
Nel 1813 entrò volontario nei Freikorps di Lützow, ma proseguì la guerra al quartier generale di von Blücher.
Alla battaglia di Lipsia era Generalkommissar dell'artiglieria campale, e nell'occasione fu promosso tenente colonnello. Ammalatosi, non gli fu possibile proseguire la campagna; come Generalkommissar, fu tuttavia presente al Congresso di Vienna.
Nella campagna del 1815 fu destinato alla sezione storica dello Stato Maggiore prussiano, di cui prese il comando.
Nel 1819 divenne capo di Stato Maggiore generale; ricoprì la funzione per appena due anni, prima che fosse occupata dal più anziano generale von Müffling. Nel 1835 fu promosso tenente generale e per due anni fu a capo della Scuola di Guerra di Berlino. Nel 1844 fu nominato Generalinspektor per l'educazione e l'istruzione militare.
Morì a Salisburgo nel 1847.